# Les Frères Hardy (série télévisée)
 (décembre 2016).
Si vous disposez d'ouvrages ou d'articles de référence ou si vous connaissez des sites web de qualité traitant du thème abordé ici, merci de compléter l'article en donnant les références utiles à sa vérifiabilité et en les liant à la section « Notes et références ».
Pour l’article homonyme, voir Les Frères Hardy.
Pour les articles homonymes, voir The Hardy Boys.
Les Frères Hardy (The Hardy Boys) est une série télévisée franco-canadienne en treize épisodes de 28 minutes inspirée des personnages créés par Franklin W. Dixon en 1926, et diffusée du 23 septembre 1995 au 16 décembre 1995 en syndication.

## Synopsis
Joe Hardy, étudiant, et Franck Hardy, journaliste, sont deux frères qui enquêtent dans leur ville natale de Bayport.

## Distribution
- Paul Popowich : Joe Hardy
- Colin K. Gray (en) : Franck Hardy
- Fiona Highet : Kate Craigen (9 épisodes)
- Tracy Ryan (en) : Nancy Drew (2 épisodes)
- Ken Samuels : Fenton Hardy (1 épisode)
- Mark Lutz : Chet Morton (1 épisode)
- Évelyne Buyle : (1 épisode)

## Épisodes
1. Tout ce qui brille… (All That Glitters)
2. Le Jazzman (Jazzman)
3. Un parfait étranger (A Perfect Stranger)
4. Dites fromage ! (Say Cheese)
5. Drogues intelligentes, erreurs stupides (Smart Drugs, Stupid Mistakes)
6. En disant des mensonges… (Telling Lies)
7. Les Collectionneurs de dettes (The Debt Collectors)
8. La Malédiction (The Curse)
9. R.I.P. (R.I.P.)
10. Joue la balle (Play Ball)
11. Aime les oiseaux (Love Birds)
12. La Dernière Plaisanterie (The Last Laugh)
13. Peine perdue (No Dice)

## Sortie en DVD
L'intégrale de la série est sortie en DVD (en anglais et en allemand uniquement).